# Чашлеті
Чашлеті (груз. ჭაშლეთი) — село в Грузії.
За даними перепису населення 2014 року в селі проживає 76 осіб.